# Magnesia Litera 2015
Magnesia Litera 2015 byl 14. ročník cen Magnesia Litera. Vyhlášení vítězů proběhlo 14. dubna 2015 v sále Nové scény Národního divadla. Ceremoniál uváděli Daniela Písařovicová a Jiří Havelka a byl vysílán v přímém přenosu na ČT art. Přihlášek bylo 349, stejně jako v předchozím ročníku.

## Ceny a nominace

### Kniha roku
- Martin Reiner: Básník. Román o Ivanu Blatném

### Litera za prózu
- Petr Stančík: Mlýn na mumie
- Václav Kahuda: Vítr, tma, přítomnost
- Hana Lundiaková: IMAGO Ty trubko!
- Petr Pazdera Payne: Předběžná ohledání
- Martin Reiner: Básník. Román o Ivanu Blatném
- Milena Slavická: Hagibor

### Litera za poezii
- Olga Stehlíková: Týdny
- Dan Jedlička: Sbohem malé nic
- Michal Maršálek: Černá bere

### Litera za knihu pro děti a mládež
- Ondřej Horák, Jiří Franta: Proč obrazy nepotřebují názvy
- Vratislav Maňák: Muž z hodin
- Marka Míková: Škvíry

### Litera za literaturu faktu
- Zdeněk Hojda a kol.: Heřman Jakub Černín na cestě za Alpy a Pyreneje
- Bohumil Doležal: Události
- Pavel Janoušek: Ten, který byl. Vladimír Macura mezi literaturou, vědou a hrou

### Litera za nakladatelský čin
- Eva Semotanová, Jiří Cajthaml a kol.: Akademický atlas českých dějin
- Jan Dvořák, Robert Hédervári: Kamil Lhoták a kniha
- Tomáš Prokůpek, Pavel Kořínek, Martin Foret a Michal Jareš: Dějiny československého komiksu 20. století

### Litera za překladovou knihu
- Shel Silverstein: Jen jestli si nevymejšlíš (z angličtiny přeložili Lukáš Novák, Stanislav Rubáš a Zuzana Šťastná)
- Phillipe Claudel: Brodeckova zpráva (z francouzštiny přeložila Kateřina Vinšová)
- Roy Jacobsen: Ostrov (z norštiny přeložila Jarka Vrbová)

### Blog roku
- Marie Doležalová: Kafe a cigárko
- Dominik Landsman: Deníček moderního fotra
- Pavel Šplíchal, Jakub Ryška: Prigl
- Iva Pekárková: blog na iDNES.cz
- David Grudl: La Trine
- Jiří Peňás: Fotoblog

### DILIA Litera pro objev roku
- Matěj Hořava: Pálenka
- Alice Horáčková: Vladimíra Čerepková – Beatnická femme fatale
- Alžběta Michalová: Zřetelně nevyprávíš

### Kosmas Cena čtenářů
- Vladimír Pikora a Markéta Šichtařová: Lumpové a beránci